# Listroscelis armata
Listroscelis armata är en insektsart som beskrevs av Jean Guillaume Audinet Serville 1831. Listroscelis armata ingår i släktet Listroscelis och familjen vårtbitare. Inga underarter finns listade i Catalogue of Life.